# Gunther Wolf (Unternehmer)
Gunther Wolf (* 20. Juli 1964 in Kaiserslautern) ist ein deutscher Unternehmer und Unternehmensberater.

## Leben
Gunther Wolf wuchs u. a. in Kaiserslautern, Meerbusch, Butzbach und Wuppertal auf. Nach dem Abitur in Wuppertal studierte er zunächst Volkswirtschaft an der Universität zu Köln. Er wechselte 1985 an die Bergische Universität Wuppertal, um dort Wirtschaftswissenschaft zu studieren. Parallel studierte er Psychologie an der Universität Trier. Er schloss beide Studiengänge 1989 mit Diplom (Dipl.-Oec. und Dipl.-Psych.) ab.
Während seines Studiums betätigte er sich als Personal- und Führungskräftetrainer sowie als Unternehmensberater in den Bereichen Marketing, Vertrieb und Personal. 1983 erfand er für die Zigarettenmarke Camel die kreditkartenförmige Kundenkarte als Instrument der Kundenbindung. 1984 entwickelte er in den Niederlanden das Konzept der Outdoor Trainings im Bereich der betrieblichen Führungskräfte- und Personalentwicklung. In seinem ersten, nur in den Vereinigten Staaten erschienenen Buch stellte er jedem herkömmlichen Training ein Outdoor Konzept als Pendant gegenüber.
Nach Beendigung der beiden Studiengänge gründete Gunther Wolf 1989 in Wuppertal die Firma I.O. Business Unternehmensberatung und Training, heute Systagon. Von 1992 bis 1995 war er als Interim-Manager tätig, insbesondere bei Konzerntöchtern von General Motors wie der Adam Opel AG, GMAC, Raytheon und Delphi Automotive.
Gunther Wolf entwickelte 1996 das Konzept der Zieloptimierung als die Mitarbeiter besonders einbindendes variables Vergütungssystem. 2005 begründete er die SELIMAB-Methode zur wirtschaftlichen Optimierung von Maßnahmen zur Mitarbeiterbindung, die das Potential-Performance-Portfolio integriert. Dieses Konzept erweiterte er 2013 um das PEA-System zur strategischen Steuerung von Personalpotenzial, Unternehmenswert und Arbeitgeberattraktivität. Seit 2017 forscht und publiziert er vorwiegend im Bereich des Performance Managements.

## Ehrungen
- 2013: Deutscher Managementbuchpreis[7]

## Werke (Auswahl)
- Performance Management mit Zielvereinbarungen. Aufwand reduzieren, Nutzen maximieren, Chancen realisieren. 2. Auflage. Haufe-Lexware Verlag, Freiburg 2021, ISBN 978-3-648-15023-8 (Print), ISBN 978-3-648-15024-5 (EPUB), ISBN 978-3-648-15025-2 (PDF).
- Mitarbeiterbindung. Strategie und Umsetzung im Unternehmen. 4. Auflage. Haufe-Lexware Verlag, Freiburg 2020, ISBN 978-3-648-10732-4 (Print), ISBN 978-3-648-10733-1 (EPUB), ISBN 978-3-648-10734-8 (PDF).
- Die externe Rekrutierung. In: Hamm, Michael / Heider-Winter, Cornelia / Leu, Norman-Alexander (Hrsg.): Strategische Nachfolgeplanung in Non-Profit-Organisationen. Springer Gabler Verlag, Wiesbaden 2021, ISBN 978-3-662-62238-4 (Print), ISBN 978-3-662-62239-1 (e-book).
- Variable Vergütung. Genial einfach Unternehmen steuern, Führungskräfte entlasten und Mitarbeiter begeistern. 6. Auflage. Verlag Dashöfer, Hamburg 2019, ISBN 978-3-892361-66-4.
- Strategische Unternehmenssteuerung mit dem Ziel- und Prämiensystem bei der TIGGES GmbH & Co. KG. In: Weißenrieder, Jürgen (Hrsg.): Mitarbeiterbindung durch nachhaltiges Leistungs- und Vergütungsmanagement, 3. Auflage, Springer Gabler Verlag, Wiesbaden 2025, ISBN 978-3-658-46293-2.
- Meetings und Besprechungen effizient und effektiv gestalten. Methoden, Techniken und Checklisten für ergebnisreiche Sitzungen. 3. Auflage. Verlag Dashöfer, Hamburg 2016, ISBN 978-3-89236-115-2 (Print), ISBN 978-3-89236-116-9 (digital).
- Erfolgreiches Konfliktmanagement. Konflikte analysieren, Spannungen nutzen, Konflikte lösen. 3. Auflage. Dashöfer Verlag 2016, ISBN 978-3-89236-112-1 (Print), ISBN 978-3-89236-111-4 (digital).
- Wann wem welche Incentives? Anreize für Mitarbeiter gezielt und wirtschaftlich einsetzen. Whitepaper. Edenred, München 2015.
- Employer Branding in der Unternehmensberatung. In: Niedereichholz, C. et al. (Hrsg.): Handbuch der Unternehmensberatung. 23. Ergänzungs-Lieferung IX/14. Erich Schmidt Verlag, Berlin 2014, ISBN 978-3-503-01422-4.
- Employer Branding. In vier Schritten zur erfolgreichen Arbeitgebermarke. Verlag Dashöfer 2014, ISBN 978-3-89236-074-2.
- Mitarbeiterentwicklung. In: Christel Niedereichholz et al. (Hrsg.): Das Beratungsunternehmen. Oldenbourg Wissenschaftsverlag, München 2012, ISBN 978-3-486-58837-8.
- Management von Mitarbeiterbindung und Fluktuation. In: C. Niedereichholz et al. (Hrsg.): Handbuch der Unternehmensberatung. 14. Ergänzungs-Lieferung V/11. Erich Schmidt Verlag, Berlin 2011, ISBN 978-3-503-01422-4.
- Variable Vertriebsvergütung. Der Turbo für Ihre Sales Performance: Wertschaffung, Erträge und Prozesse optimieren, Top-Verkäufer binden und begeistern. Verlag Dashöfer, Hamburg 2011, ISBN 978-3-941201-96-5.